# Померај степена
У IEEE 754 стандарду бројева са покретним зарезом, степен је померен — сачувана вредност је померена од стварне вредности за вредност помераја степена тј. бајаса експонента. Померање се врши јер степени (експоненти) морају бити означени бројеви како би могли представити и јако мале и јако велике вредности, али комплемент двојке, уобичајена представа означених вредности, отежава упоређивање.
Да би се решио овај проблем, експонент се чува као неозначена вредност која је погодна за поређење, а када се интерпретира, конвертује се у експонент унутар потписаног опсега одузимањем помераја.
Уређивањем поља тако да бит знака заузима најзначајнију позицију, померени степен заузима средњу позицију, онда мантиса добија најмање значајне битове и резултирајућа вредност ће бити исправно одређена. Ово се користи без обзира да ли се интерпретира вредност са покретним зарезом или целобројна вредност. Сврха овога је да се омогући брзо упоређивање између бројева са покретним зарезом користећи хардвер фиксне тачке.
За израчунавање помераја за произвољно велике бројеве са покретним зарезом, примењује се формула 2k-1-1, где је k број битова у експоненту.
Употребу помераја степена увео је формат покретног зареза IBM 704 1954. године.
Када се интерпретира број са покретним зарезом, померај се одузима како би се добио стварни експонент.
- За број са једноструком тачношћу, експонент се чува у опсегу од 1 до 254 (0 и 255 имају специјална значења), а интерпретира се одузимајући померај за 8-битни експонент (127) како би се добила вредност експонента у опсегу од -126 до +127.

- За број са двоструком тачношћу, експонент се чува у опсегу од 1 до 2046 (0 и 2047 имају специјална значења), а интерпретира се одузимајући померај за 11-битни експонент (1023) како би се добила вредност експонента у опсегу од -1022 до +1023.

- За број са четвороструком тачношћу, експонент се чува у опсегу од 1 до 32766 (0 и 32767 имају специјална значења), а интерпретира се одузимајући померај за 15-битни експонент (16383) како би се добила вредност експонента у опсегу од -16382 до +16383.